# Seeschlacht von Çeşme
Aspindza – Nauplia – Orlow-Revolte – Çeşme – Larga – Cahul – Beirut – Patras – Kosludscha – Kertsch
Die Seeschlacht von Çeşme (auch Schlacht zu Tschesme) ereignete sich zwischen dem 5. Juli und dem 7. Juli 1770 in der Nähe der osmanischen Hafenstadt Çeşme. Sie war ein Teil der Orlow-Revolte in Griechenland, eines Vorläufers der späteren Griechischen Revolution, und die erste einer Reihe von siegreichen russischen Seeschlachten gegen das Osmanische Reich.

## Vorgeschichte

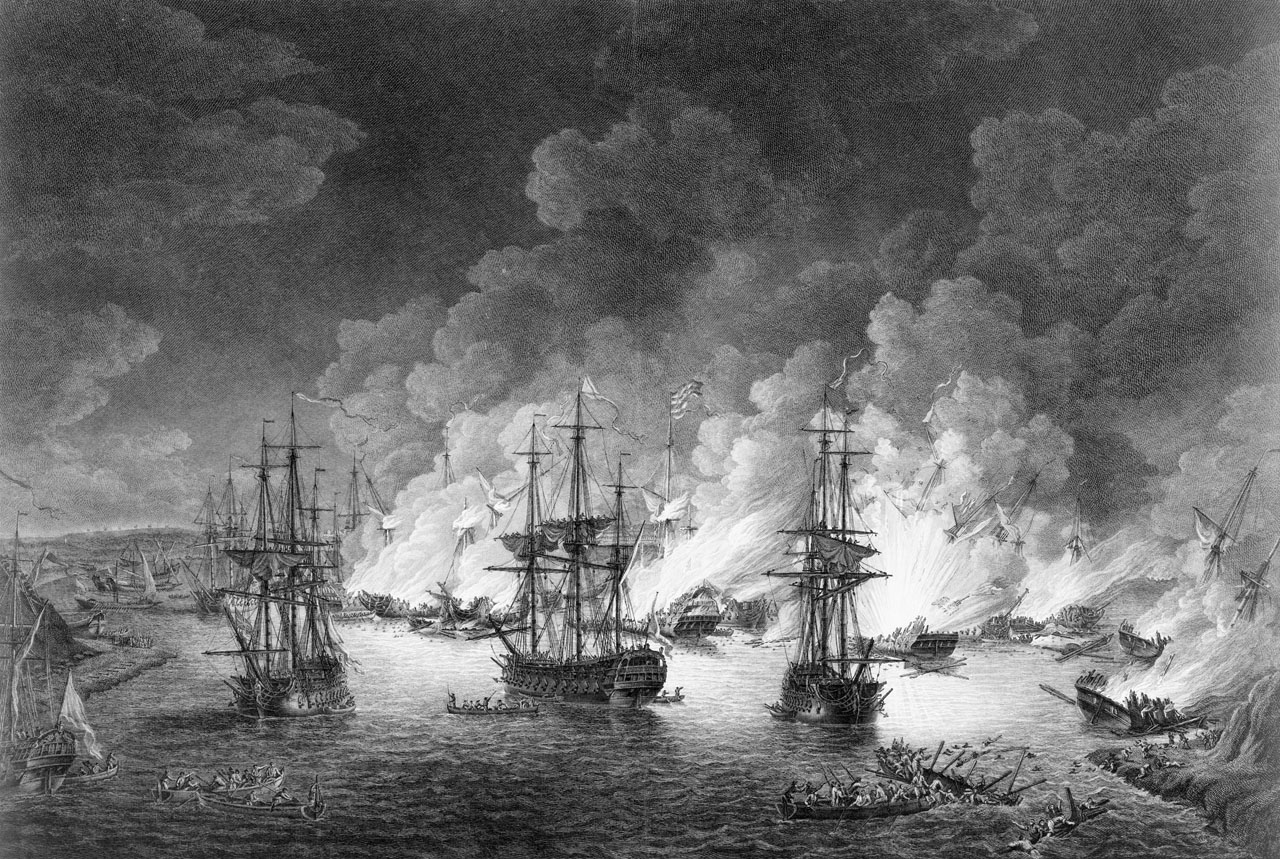
Die internationale Resonanz kann man auch an vier Drucken des Pierre-Charles Canot sehen. Ohne vermutetes oder tatsächliches Kaufinteresse wären diese Drucke nicht produziert worden.

Der 6. Russisch-Türkische Krieg begann im Jahr 1768, und Russland entsandte mehrere Ostsee-Schwadronen ins Mittelmeer, um die osmanische Aufmerksamkeit von der noch im Aufbau befindlichen neuen Schwarzmeerflotte abzulenken, die erst aus sechs Kriegsschiffen bestand. Zwei russische Schwadronen, angeführt vom Admiral Grigori Spiridow und dem britischen Berater Admiral John Elphinstone vereinigten sich unter dem Oberbefehl des Grafen Alexei Orlow und begannen nach der türkischen Flotte zu suchen.

## Verlauf
Am 5. Juli 1770 fanden die Russen die osmanische Flotte vor Anker nördlich der Çeşme-Bucht in der westlichen Türkei. Auch wenn nicht alle Details über die türkische Flotte bekannt sind, gehörten zu ihr 14 bis 16 Linienschiffe, darunter Real Mustafa mit 84 Kanonen, Rhodos mit 60 Kanonen sowie ein 100-Kanonen-Flaggschiff. Zusätzlich bestand sie aus 6 Fregatten, 6 Schebecken, 13 Galeeren und 32 kleineren Schiffen mit einer Gesamtfeuerkraft von 1300 Kanonen. Zehn Linienschiffe mit je 70 bis 100 Kanonen bildeten die türkische Hauptreihe, sechs weitere die zweite Reihe, wobei die Schiffe der beiden Reihen auf Lücke ankerten, so dass die hinteren Schiffe durch die Zwischenräume der vorderen Reihe feuern konnten. Dahinter befanden sich die kleineren Schiffe. Die Flotte wurde von Kapudan Pascha Hosameddin befehligt.
Nach dem zuvor erstellten Angriffsplan segelte die russische Linie auf die südliche Seite der türkischen Hauptreihe zu, drehte dann nach Norden und eröffnete im Vorbeifahren an den türkischen Schiffen das Feuer. Anfangs hatten die Russen Probleme, ihre Formation zu halten, doch mit zunehmender Schlachtdauer gelang es immer besser. Spiridows Flaggschiff St. Eustaphius führte einen Zweikampf mit der Real Mustafa, bis das türkische Schiff Feuer fing. Sein brennender Mast stürzte auf die St. Eustaphius, die ebenfalls Feuer fing. Kurz darauf explodierte Real Mustafa. Georgi Spiridow und der Bruder des Oberkommandierenden Alexei Orlow, Graf Fjodor Orlow, konnten die St. Eustaphius noch rechtzeitig verlassen, bevor sie sank.
Am darauffolgenden Tag, dem 6. Juli, beschossen die Russen den ganzen Tag türkische Schiffe und Ziele an Land. Am 7. Juli sandte Orlow Samuel Greigh mit sieben Schiffen in einer Linienformation gegen die Türken. Bald darauf brannten drei türkische Schiffe, deren Feuer sich schnell auf die gesamte türkische Flotte ausbreitete, bis sie vollständig abbrannte und versank. Der Kampf endete in der Nacht auf den 8. Juli. Die russischen Verluste waren, abgesehen von der Besatzung der untergegangenen St. Eustaphius, minimal. Die Verluste der Türken waren bedeutend höher. Hosameddin Pascha, Hassan Pascha und Dschaffer Bey überlebten. Ersterer wurde als Konsequenz der Niederlage seines Postens enthoben.

## Bedeutung
Die Seeschlacht von Çeşme wurde zur größten osmanischen Niederlage auf See seit der Schlacht von Lepanto im Jahr 1571. Die Schlacht förderte in Russland das Vertrauen in die Flotte und sicherte den Russen die Kontrolle über die Ägäis. Im Osmanischen Reich inspirierte die Vernichtung der Flotte viele Minderheiten zu Aufständen.
Katharina die Große befahl den Bau von vier Monumenten, um den Sieg zu ehren: den Tschesma-Palast und die Tschesmensker Kirche in Sankt Petersburg (1774–1777), den Obelisk in Gattschina (1775) und die Tschesma-Säule in Zarskoje Selo (heute Puschkin, 1778).
Mitte des 19. Jahrhunderts wurde eine Kosakensiedlung östlich des Ural, das heutige Rajonverwaltungszentrum Tschesma in der Oblast Tscheljabinsk, zu Ehren der Schlacht benannt. Den Namen Tschesma (entsprechend der damals im Russischen üblichen Form des Ortsnamens Çeşme) trugen ab 1770 außerdem sieben verschiedene Schiffe der Kaiserlich Russischen Marine, zuletzt das frühere Linienschiff Poltawa ab 1916.

## Zeitgenössische Resonanz

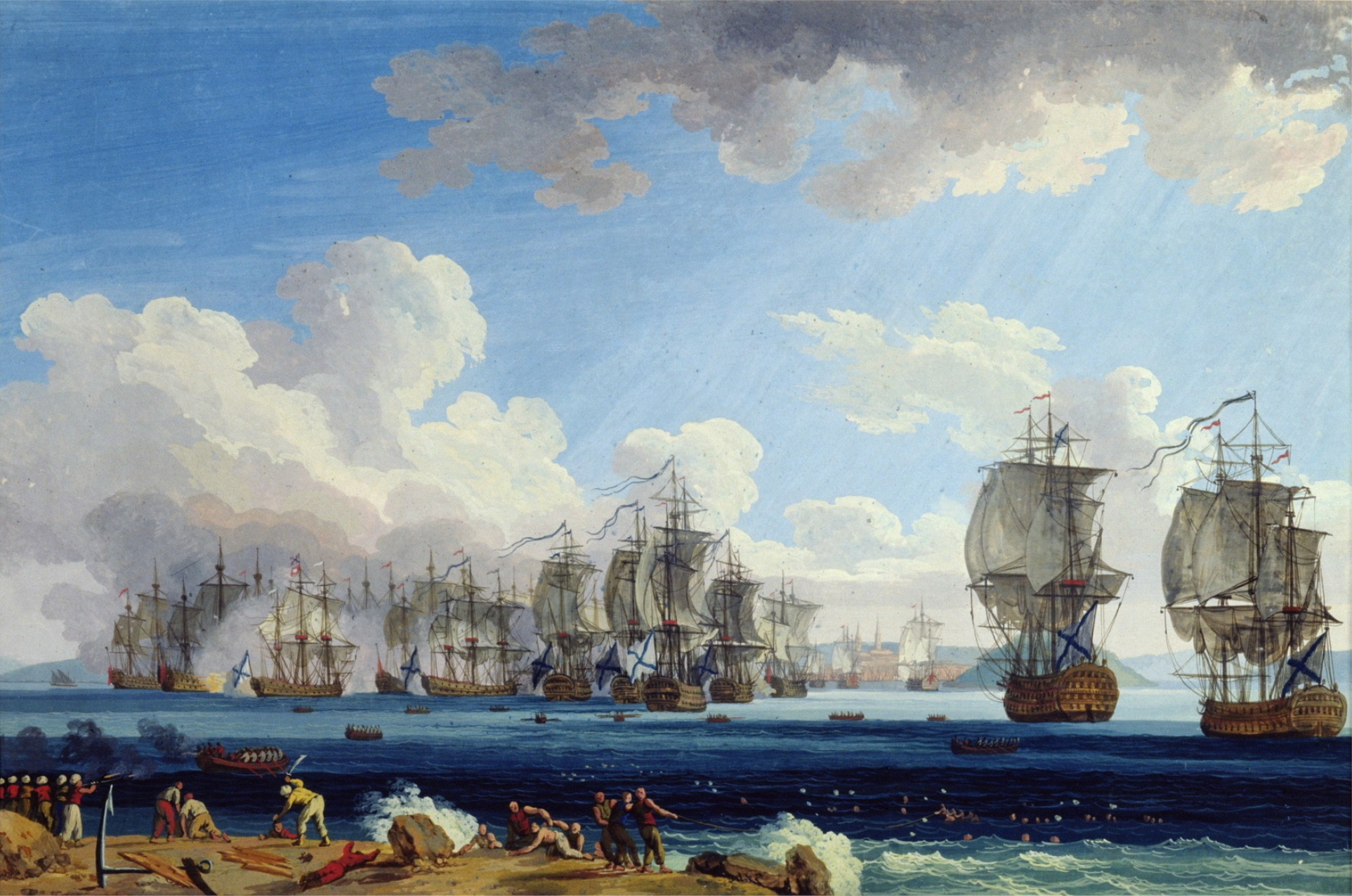
Jakob Philipp Hackert: Die Schlacht von Çeşme am 5. Juli 1770

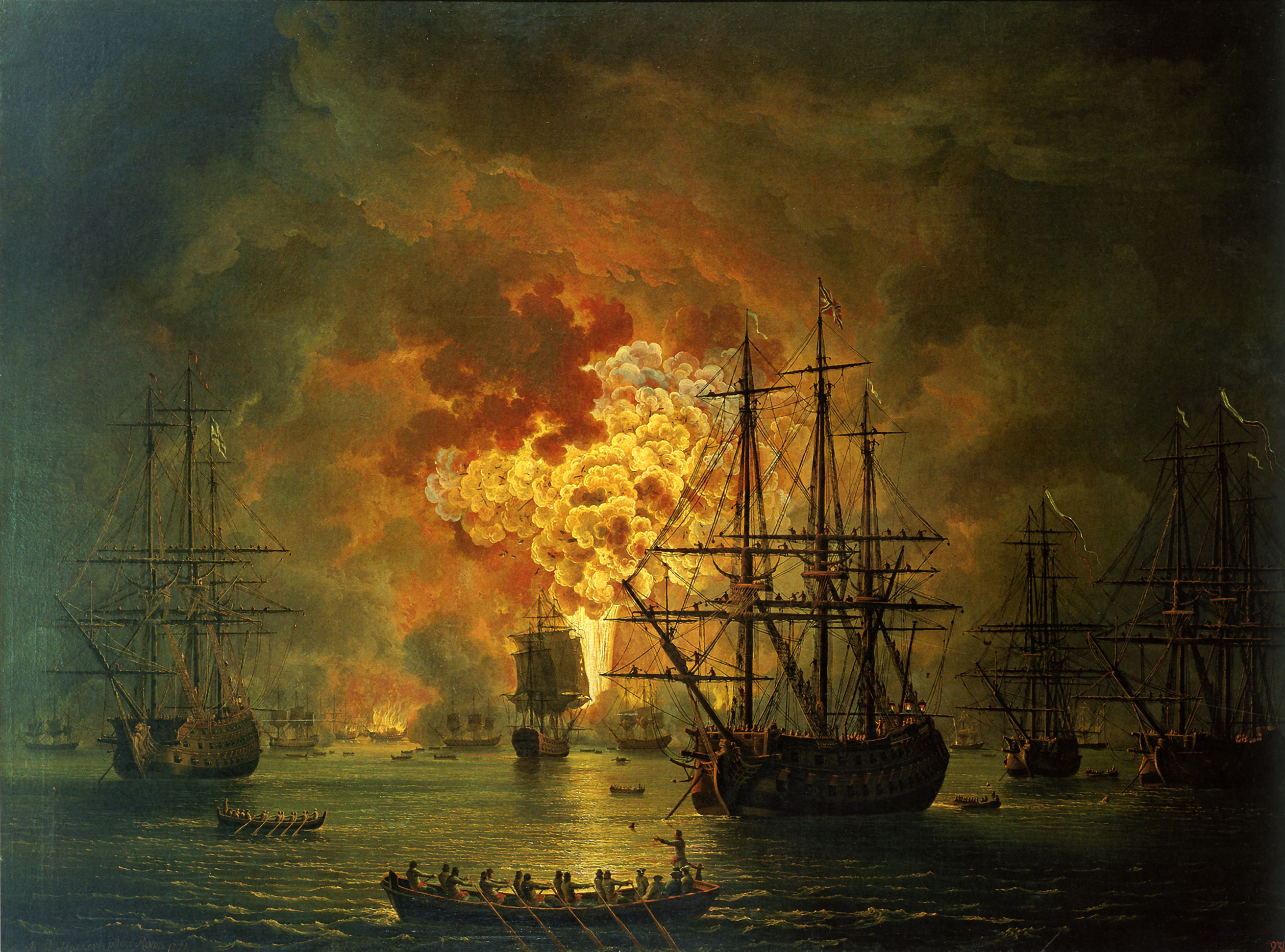
Jakob Philipp Hackert: Die Zerstörung der türkischen Flotte in der Schlacht von Tschesme, 1771

Der in Neapel lebende deutsche Künstler Jakob Philipp Hackert erhielt 1771 den Auftrag, für die Zarin eine Serie von sechs Gemälden über die Schlacht anzufertigen. Johann Wolfgang Goethe beschrieb die Geschichte ihrer Entstehung in einer Biographie Hackerts nach dessen autobiographischer Vorlage. Alexei Orlow, der sich zu dieser Zeit mit einem russischen Flottengeschwader in Livorno befand, war mit dem Entwurf des Bildes, auf dem ein türkisches Schiff brennend explodiert, nicht zufrieden. Da Hackert noch nie ein explodierendes Schiff gesehen hatte, ließ Orlow eigens eine ausgediente Fregatte mit Pulver beladen und in Brand stecken, damit Hackert die Explosion beobachten konnte. Goethe kommentierte das mit den Worten: „…zuverlässig das teuerste und kostbarste Modell, was je einem Künstler gedient hat, indem man den Wert der noch nutzbaren Materialien dieser alten Fregatte auf 2000 Zechinen schätzte.“ Die Werke befinden sich noch heute im Schloss Peterhof.
Im Niederen Großteich Bärnsdorf nördlich von Dresden ließ Kurfürst Friedrich August III. von Sachsen mehrfach die Seeschlacht nachstellen. Er hatte Orlow 1775 in seiner Residenz in Dresden empfangen und sich fasziniert von dessen Schilderungen der Geschehnisse bei Çeşme gezeigt. In der Folge ließ der Kurfürst eine ganze Küstenlandschaft inklusive Miniatur-Dardanellen und eines Hafens mit dem Leuchtturm Moritzburg errichten.